# Pharomachrus pavoninus
El quetzal pavonino, quetzal de cola negra, quetzal amazónico o viuda pico rojo (Pharomachrus pavoninus) es una especie de ave trogoniforme de la familia Trogonidae. Se encuentra en la cuenca del Amazonas de la Región Norte de Brasil, Colombia amazónica, Ecuador, Perú y el norte de Bolivia, también las regiones de Venezuela. 

## Hábitat y distribución
Su hábitat natural son los bosques húmedos subtropicales o tropicales de tierras bajas.
Es un ave de la cuenca del Amazonas, y en Venezuela en el tercio superior de la corriente del Mar Caribe norte en la cuenca del río Orinoco y al este y sudeste de Brasil en el vecino estado de Roraima. También en la cuenca del Amazonas central en su límite sudeste de los dos tercios inferiores de la cuenca del río Tapajós, al oeste de las estribaciones de los Andes, desde muy al norte de Bolivia, al este de Perú y Ecuador, y sureste de Colombia.